# Zwitserland op het Eurovisiesongfestival 2002
Zwitserland nam deel aan het  Eurovisiesongfestival 2002, gehouden in Tallinn, Estland. Het was de 44ste deelname van het land.

## Selectieprocedure
Net zoals hun laatste deelname koos men er deze keer voor om een nationale finale, de Concours Eurovision, te organiseren.
De nationale finale werd gehouden in de Garage Music in Bellinzola op 2 februari 2002 en werd gepresenteerd door Milena Martelli.
In totaal deden er acht artiesten mee aan deze finale en de winnaar werd gekozen door 2 ronden van televoting.
Na de eerste ronde bleven er nog 3 artiesten over.
| Volgorde | Artiest          | Lied                                     | Percentage | 1ste ronde | Percentage | 2de ronde |
| -------- | ---------------- | ---------------------------------------- | ---------- | ---------- | ---------- | --------- |
| 1        | Matì             | "Via dal buio"                           | 1.6%       | 8          |            |           |
| 2        | Francine Jordi   | "Dans le jardin de mon âme"              |            |            | 41.1%      | 1         |
| 3        | Guido Bugmann    | "It's A Perfect Day"                     | 7.5%       | 5          |            |           |
| 4        | Amanda           | "Fuego latino"                           | 3.7%       | 6          |            |           |
| 5        | Luciano de Soria | "Mia vita"                               | 1.9%       | 7          |            |           |
| 6        | Tanisha          | "My little freaky boy"                   | 10.7%      | 4          |            |           |
| 7        | A-Live           | "Cosa"                                   |            |            | 35.6%      | 2         |
| 8        | Nina Dimitri     | "Die Engel tanzen um Mitternacht per te" |            |            | 23.3%      | 3         |

## In Tallinn
Zwitserland moest als 12de aantreden op het festival, net na Israël en voor Zweden. Op het einde van de puntentelling bleek dat ze 15 punten hadden verzameld, wat goed was voor een 22ste plaats.
Nederland deed niet mee in 2002 en België had geen punten over voor deze inzending.

### Gekregen punten

#### Finale
| 12 punten    | 10 punten | 8 punten               | 7 punten    | 6 punten             |
| ------------ | --------- | ---------------------- | ----------- | -------------------- |
|              |           |                        |             |                      |
| 5 punten     | 4 punten  | 3 punten               | 2 punten    | 1 punt               |
| - Oostenrijk |           | - Frankrijk - Roemenië | - Duitsland | - Letland - Slovenië |

### Punten gegeven door Zwitserland

#### Finale
Punten gegeven in de finale:
| 12 punten | Spanje              |
| 10 punten | Frankrijk           |
| 8 punten  | Letland             |
| 7 punten  | Oostenrijk          |
| 6 punten  | Verenigd Koninkrijk |
| 5 punten  | Kroatië             |
| 4 punten  | Malta               |
| 3 punten  | Duitsland           |
| 2 punten  | Slovenië            |
| 1 punt    | Israël              |

1956 · 1957 · 1958 · 1959 · 1960 · 1961 · 1962 · 1963 · 1964 · 1965 · 1966 · 1967 · 1968 · 1969 · 1970 · 1971 · 1972 · 1973 · 1974 · 1975 · 1976 · 1977 · 1978 · 1979 · 1980 · 1981 · 1982 · 1983 · 1984 · 1985 · 1986 · 1987 · 1988 · 1989 · 1990 · 1991 · 1992 · 1993 · 1994 · 1995 · 1996 · 1997 · 1998 · 1999 · 2000 · 2001 · 2002 · 2003 · 2004 · 2005 · 2006 · 2007 · 2008 · 2009 · 2010 · 2011 · 2012 · 2013 · 2014 · 2015 · 2016 · 2017 · 2018 · 2019 · 2020 · 2021 · 2022 · 2023 · 2024 · 2025